# Moldavian Airlines
«Moldavian Airlines» — первая частная авиакомпания Молдовы. Основана в 1994 году и являлась второй по размеру флота молдавской авиакомпанией. Базировалась в международном аэропорту Кишинёва и осуществляла собственные рейсы по 3 направлениям. Член IATA и ICAO.

## История
Прекратила существование в 2014 году.

## Флот

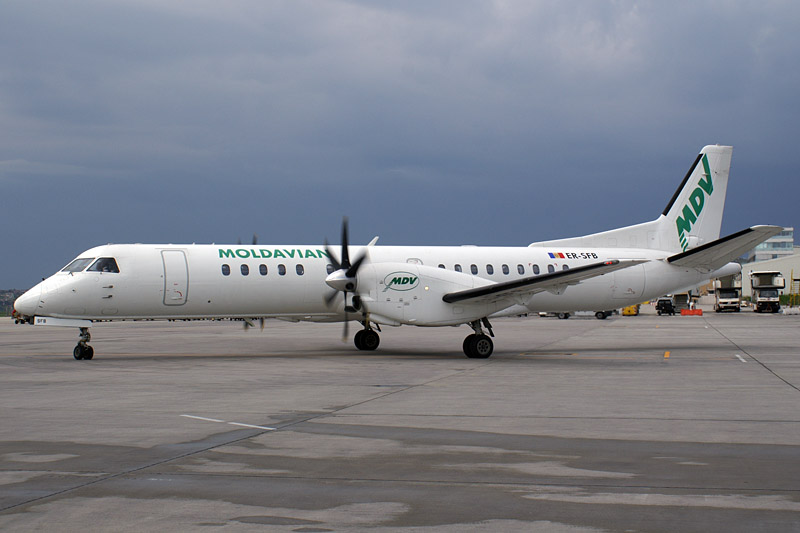
Moldavian Airlines Saab 2000

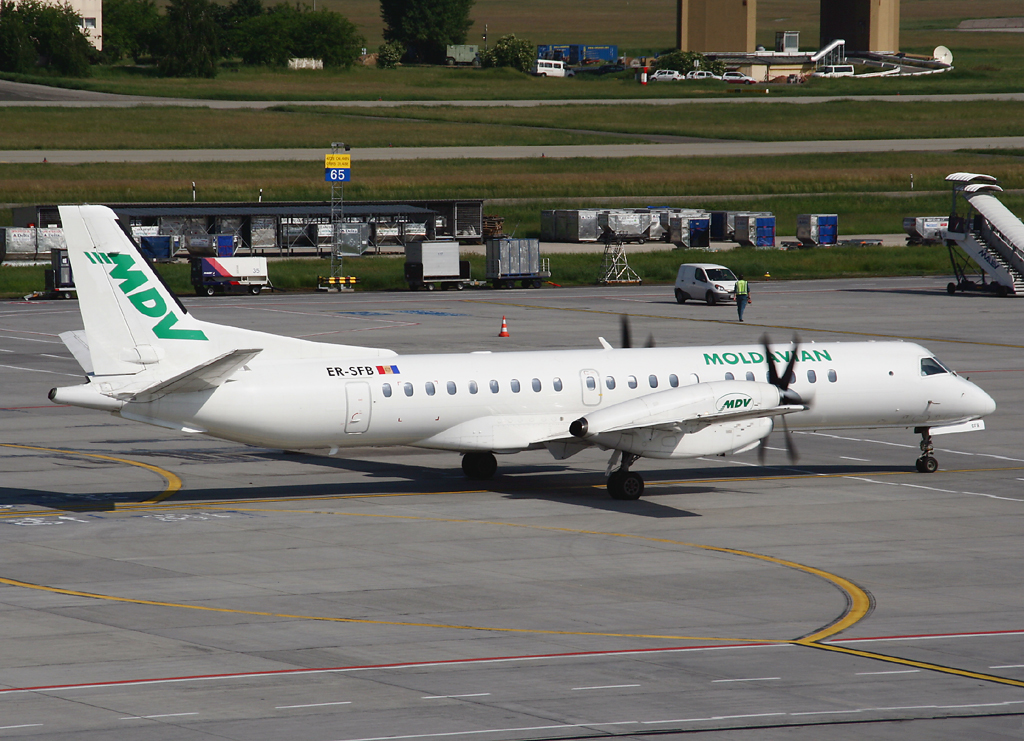
Moldavian Airlines Saab 2000

Имеется 1 самолёт:
- 1 Saab 2000

## Карта полётов
Авиакомпания осуществляла следующие рейсы из Международного аэропорта Кишинева:
- Стамбул
- Тимишоара
- Будапешт